# Mascot (Tennessee)
Mascot is een plaats (census-designated place) in de Amerikaanse staat Tennessee, en valt bestuurlijk gezien onder Knox County.

## Demografie
Bij de volkstelling in 2000 werd het aantal inwoners vastgesteld op 2119.

## Geografie
Volgens het United States Census Bureau beslaat de plaats een oppervlakte van
18,4 km², waarvan 18,0 km² land en 0,4 km² water. Mascot ligt op ongeveer 269 m boven zeeniveau.

## Plaatsen in de nabije omgeving
De onderstaande figuur toont nabijgelegen plaatsen in een straal van 20 km rond Mascot.